# Въздухо-подготвителна група
Въздухо-подготвителна група е пневматична група, използвана в пневматиката, за да подготви сгъстения въздух, подаван към пневматичното съоръжение, инструмент и други, за да се осигури необходимото му качество. Това осигурява правилната работа на съоръжението и увеличава живота му. В нея са интегрирани следните функции:
- Почистване. Подаваният от компресора сгъстен въздух съдържа частици замърсяване и влага, които се отделят чрез филтри и специални приспособления.
- Регулиране на налягането. Един регулатор на налягането осигурява постоянно налягане на изхода си при променящо се налягане на мрежата и промяна в консумацията.
- Индикация на налягането. Един манометър показва подаваното на изхода налягане.
- Смазване. Голяма част от пневматичните елементи трябва да се смазват. За целта се използва омаслител с чисто пневматично масло. Има приложения, при които тази функция не може да се прилага: хранително-вкусова промишленост, чисти стаи и др.